# Franz Heinrich Reusch

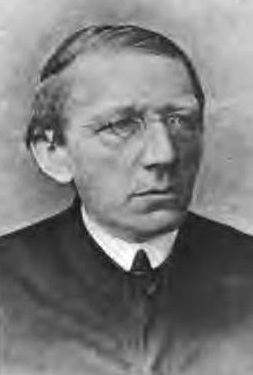
Franz Heinrich Reusch

Franz Heinrich Reusch (* 4. Dezember 1825 in Brilon; † 3. März 1900 in Bonn) war altkatholischer Theologe und Priester. 
Zusammen mit Ignaz von Döllinger, Johann Friedrich von Schulte und dem späteren Bischof Joseph Hubert Reinkens legte er durch die Nürnberger Erklärung vom 26. und 27. August 1870 gegen das Erste Vatikanische Konzil den Grundstein für die Alt-Katholische Kirche in Deutschland.

## Leben
Reusch wurde 1858 außerordentlicher und 1861 ordentlicher Professor der alttestamentlichen Exegese in Bonn. Er war journalistisch für die kirchlichen Nachrichten der Kölner Blätter tätig. Reusch wurde 1865 Redakteur des Theologischen Literaturblattes. Er schrieb sehr viele Biografien für die Allgemeine Deutsche Biographie. Zusätzlich war er Herausgeber des Altkatholischen Rituale.
Von 1873 bis 1878 war Reusch Generalvikar von Bischof Joseph Hubert Reinkens, bevor er sein Amt aus Protest gegen die Abschaffung des Pflichtzölibats der altkatholischen Priester niederlegte. Als Universitätsrektor ermöglichte er 1874 und 1875 die Bonner Unionskonferenzen Ignaz von Döllingers und verfasste anschließend deren Dokumentation. 1886 wurde er zum korrespondierenden Mitglied der Bayerischen Akademie der Wissenschaften ernannt.

## Werke
- Erklärung des Buches Baruch. Freiburg 1853.
- Das Buch Tobias, übersetzt und erklärt. Freiburg 1857.
- Observationes criticae in librum Sapientiae. Freiburg 1861.
- Libellus Tobit e codice Sinaitico editus et recensitus. Bonn 1870.
- Lehrbuch der Einleitung in das Alte Testament. Freiburg 1859, 1864, 1868, 1870.
- Luis de Leon und die spanische Inquisition. Bonn 1873.
- Bibel und Natur. Vorlesungen über die mosaische Urgeschichte und ihr Verhältnis zu den Ergebnissen der Naturforschung. Freiburg 1862, 1866, 1870, Bonn 1876.
- Die biblische Schöpfungsgeschichte und ihr Verhältnis zu den Ergebnissen der Naturforschung. Bonn 1877.
- Der Index der verbotenen Bücher. Ein Beitrag zur Kirchen- und Literaturgeschichte. Bonn 1883–1885 (Nachdruck 1967 durch Scientia-Verlag, Aalen).
- (Hrsg.): Die Indices librorum prohibitorum des sechzehnten Jahrhunderts. (Bibliothek des Literarischen Vereins in Stuttgart 176). Laupp, Tübingen 1886 (Edition; Nachdrucke 1961 und 1960 durch B. de Graaf, Nieuwkoop) (Google-Books).
- mit Ignaz von Döllinger: Die Selbstbiographie des Kardinals Bellarmin. Bonn 1887.
- mit Ignaz von Döllinger: Geschichte der Moralstreitigkeiten in der römisch-katholischen Kirche. Bonn 1888 (Standardwerk).
- Die Fälschungen im Traktat des Thomas von Aquin gegen die Griechen. Bonn 1889.
- Beiträge zur Geschichte des Jesuitenordens. München 1894.